# 田中賢介
田中 賢介（たなか けんすけ、1981年5月20日 - ）は、福岡県筑紫野市出身の元プロ野球選手（内野手、右投左打）。北海道日本ハムファイターズの現役選手時代から、業務提携扱いでマネジメントをベンヌに委託している。
現役引退後の2020年からは、NHKの野球解説者として活動する。

## 経歴

### プロ入り前
小学校2年で野球を始め、中学から硬式野球を始める。高校は東福岡高校に進学し、一学年上の村田修一や大野隆治とチームメイトとなる。2年時の1998年に第70回選抜高等学校野球大会に出場し、3回戦・横浜高校戦で松坂大輔に2安打完封され敗退するが、田中は試合の先頭打者として1安打を放った。第80回全国高等学校野球選手権大会、第81回全国高等学校野球選手権大会にも出場したが初戦敗退に終わった。
1999年、プロ野球ドラフト会議で、2位指名で日本ハム・中日・西武の3球団で競合の末、ドラフト直前に就任した大島康徳監督が引き当て日本ハムに入団。

### 日本ハム時代
2000年（1年目）から二軍で打率.313を記録し、9月に一軍に昇格しプロ初安打を記録。
2001年は開幕一軍に入り、開幕戦である3月24日の対大阪近鉄バファローズ1回戦で9回に代打で出場してプロ初本塁打を打った。開幕戦での代打本塁打はパ・リーグでは9人目であるが、プロ初本塁打に限っては1989年の広永益隆以来3人目である。当時の正三塁手だった片岡篤史が故障したため、翌日の開幕2戦目にプロ初先発起用され、3月31日から4月6日まで6試合連続で3番打者を任されたが、打率を残せず、一軍定着は出来なかった。
2002年、2003年は一軍と二軍を行き来する状況が続く。
2004年に一軍で一時3割台の高打率を維持するも、6月に死球による右すね骨折で離脱。21試合の出場に終わる。
2005年は一軍で22試合出場に留まるが、白井一幸の指導を受け、打撃の再構築と送球難の克服を果たした。二軍で.307、16本塁打の好成績を残し、9月28日の一軍最終戦（対千葉ロッテマリーンズ戦）で延長11回に初のサヨナラ本塁打を放った。秋季キャンプ後にはトレイ・ヒルマン監督（当時）に「来季、最も飛躍を期待」として唯一名前を挙げられた。
2006年は開幕一軍に入り、課題だった守備が改善され、主に代走・守備固めで起用される。この年のチームは当初、新外国人のホセ・マシーアスを二塁手として予定していたが結果を残せなかったため、マシーアスや木元邦之、川島慶三らとのポジション争いを演じた後、田中が5月上旬から二塁手に、同月下旬から2番打者としてレギュラーに定着。自身初の規定打席到達を果たし、打率3割、21盗塁、リーグ最多犠打（34個）を達成、日本シリーズでも最多記録に並ぶ6犠打（5試合制では史上最多）を記録して日本一に貢献した。二塁手としてゴールデングラブ賞、ベストナインを受賞（以後、前者は2010年まで5年連続、後者は翌2007年と2009年、2010年、2012年にも受賞）。またオフに2004年の骨折の際に右足に埋め込んだプレートの除去手術をした。
2007年は開幕から打撃不振に苦しみ、最終的に打率.255と前年から大きく率を落とすが、全144試合に出場、パシフィック・リーグ最多記録となる58犠打、盗塁も自己最多の27個を記録した。
2008年はグリップを肩より下でかまえる独自の打撃フォームを改造し、肩より少し上で構えるようにしたところ開幕4試合で前年に並ぶ3本塁打を打った。打率3割は逃したが、自身初の2桁本塁打（11本塁打）を記録。更にはパ・リーグで唯一のフルイニング出場も果たした。88試合に3番打者として起用された。第2回ワールド・ベースボール・クラシック（WBC）の一次候補に選ばれたが、代表には選出されなかった。
2009年、前任の金子誠から選手会長を引き継ぐ。開幕から1番打者を任され、打率3割には届かなかったがリーグ最多の79四球、自己最多の31盗塁を記録した。8月21日に右足首痛で2年ぶりに先発出場を外れた（連続試合出場は2010年8月14日まで継続）。また、この年は680打席に立ち、リーグ記録を46年ぶりに塗り替える（翌年西岡剛によって更新（692打席）される）と共に、セ・パ両リーグの規定打席到達者で唯一併殺打0のままシーズンを終えた（後述）。
2010年はリーグトップの得点圏打率.419を記録した他、右投手に対して打率.356と得意とし、シーズンを通して高打率を維持。最後まで首位打者争いに絡んだ。シーズン打率.335と193安打は共に自己最高であり、パ・リーグ2位。同年の160単打はイチローを14年ぶりに抜くパ・リーグ記録。8月15日の対福岡ソフトバンクホークス戦を欠場し、2006年6月3日の対横浜ベイスターズ戦より継続していた連続試合出場は、歴代29位の620試合で終了した。この年国内フリーエージェント（FA）権を獲得し、オフには翌年以降のメジャーリーグ挑戦も取り沙汰されたが、総額7億5千万＋出来高の3年契約を結んだ。契約にはメジャー移籍を希望した場合は球団の許可を得た上で契約解除できる条項が含まれている。
2011年は春季キャンプ中の右手指骨折で出遅れたうえ、6月18日の対広島東洋カープ戦で6回に盗塁をした際に左足首を痛め、21日に受けた精密検査で「左距骨骨折で全治4～6か月」と診断され、シーズン中の復帰はならなかったが、フェニックスリーグで実戦復帰し、一軍の試合ではクライマックスシリーズのファーストステージの第1戦と第2戦に「1番・二塁手」で先発出場するも決勝点となる失策を喫した。
2012年は6月まで打率.332と首位打者を争う活躍を見せるも、8月29日の西武戦の守備で中島裕之と交錯し左腕を骨折。そのままシーズンを終え、ポストシーズンでの出場もなかった。11月6日には「今年はどんなことがあろうと挑戦しようと決めていた。けがをしても揺らぐことはなかった」と、アラン・ニーロを代理人とし、海外FA権を行使してのメジャー挑戦を表明。会見では「パワーは劣ると思うけど、守備や走塁、バットに当てる技術など、細かい部分でアピールしたい。ダルビッシュと対戦したら楽しいでしょうね。ファンに支えられて大きくなりました。球団は『いつでも帰ってきていいよ』と言ってくれた。その言葉だけでありがたいけど、帰ってくる選択肢はない。覚悟してます」とメジャーに骨を埋める覚悟もあることを語った。

### ジャイアンツ時代

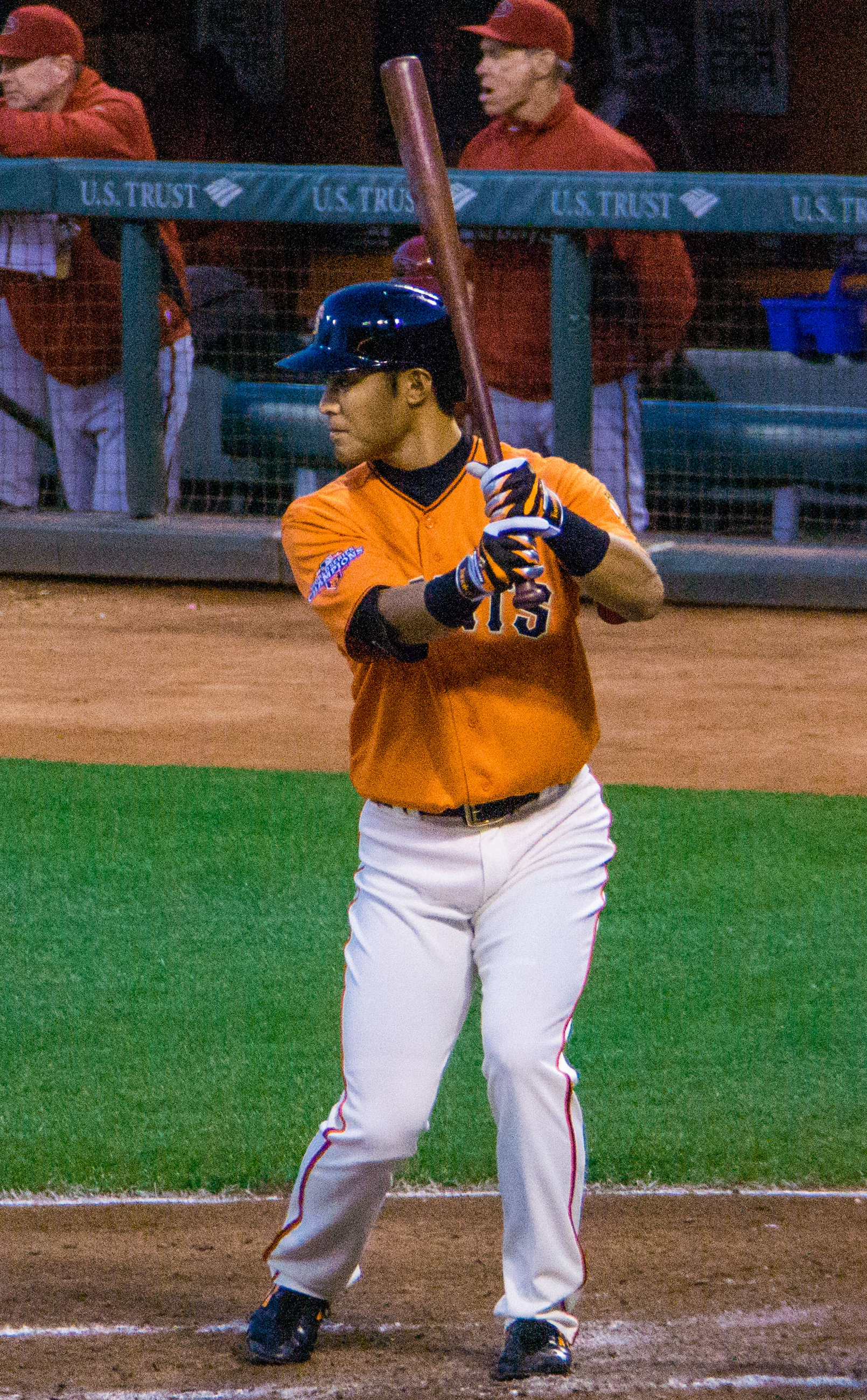
ジャイアンツ時代（2013年7月19日）

2013年1月10日にサンフランシスコ・ジャイアンツとマイナー契約。最低保証金額4万ドル、マイナーで月2万ドル、メジャー40人枠入りすることで年俸75万ドルとなる契約で、「通訳を付けると英語も上達しないと思うし、チームメイトからも認めてもらえない」として通訳ではなく家庭教師がつく契約を自ら希望した。スプリングトレーニングに招待選手として参加するが、19試合の出場で打率.229、出塁率.275に留まり、守備でも二塁手の他、遊撃手や三塁手としても起用されるが計7失策を喫して、AAA級フレズノで開幕を迎える。フレズノでは78試合の出場で16失策（内55試合の二塁守備で15失策）を喫し左翼手にコンバートされる。一方で打撃は78試合の出場でリーグ6位の打率.330、出塁率.392、リーグ5位の20盗塁の成績を残し、7月9日にメジャー昇格。同日のニューヨーク・メッツ戦に「2番・左翼手」で先発出場し、日本人選手通算50人目となるメジャーデビューを果たす。同試合では2回に本塁打性の飛球をジャンピングキャッチする好守を見せ、5回にはメジャー初安打となる中堅前安打で出塁し、4万人の観衆からスタンディングオベーションを受けた。以降も左翼手として起用され、4試合連続安打を記録するなど、15試合の出場で打率.267、出塁率.353、2盗塁の成績を残すが、29日にフレズノに降格。降格後も左翼手として起用され、フレズノでは最終的にリーグ3位の打率.329、1本塁打、出塁率.400、22盗塁を記録。マイナーのシーズン終了後は「首位打者を取りたかったので残念。でも、いい締めくくりができました。パワーがない分、二塁か中堅でスピードで勝負するのが、メジャーで生き残る道かもしれない」と語った。9月3日にDFAとなり、翌日に自由契約となる。

### レンジャーズ傘下時代
2013年12月20日にテキサス・レンジャーズとマイナー契約を結んだ。
2014年、招待選手として参加したスプリングトレーニングでは18試合の出場で打率.185、出塁率.290に留まり、AAA級ラウンドロックで開幕を迎える。ラウンドロックでは62試合の出場で打率.258、4本塁打、出塁率.340、12盗塁の成績を残し、守備では二塁手として起用される。7月20日に本人の希望で契約を解除し自由契約となった。

### 日本ハム復帰
2014年12月16日に、古巣の北海道日本ハムファイターズが獲得を発表した。3年ぶりの古巣復帰となる。背番号は「3」。
2015年は「2番・二塁手」で開幕を迎える。4月途中から陽岱鋼が怪我で離脱してからは3番に座る。5月13日の埼玉西武ライオンズ戦でスイング途中に右肩の違和感（診断後、右肩の亜脱臼と判明）により5試合欠場するが、5月20日東北楽天ゴールデンイーグルス戦で復帰。以後は走塁の際に右腕でユニホームの左胸側を掴みながら走るなど、痛みを最小限に抑えるようにしながらクライマックスシリーズ終了までプレーを続けた。年間を通して得点圏でめっぽう強く、得点圏打率.346を記録。わずか4本塁打で66打点の自己最高記録を残した（打点の自己最高記録は2008年の63打点だったが、その年の長打率と比べると1割も低い数字であった）。また、ベストナインを獲得し、念願だった正遊撃手の中島卓也との同時受賞を叶えた。
2016年は開幕を「3番・二塁手」で迎える。春先から3割前後の打率を残し続け、主に3、5番のクリーンナップを任せられた。7月10日千葉ロッテマリーンズ戦で、チーム14連勝がかかる試合、1点差で迎えた9回二死で、西野勇士から2号同点本塁打を放ち、チームの14連勝に貢献した。また、この勝利によって、チームの本拠地500勝も達成した。8月ごろから調子を落とし、打率.272、53打点、22盗塁でシーズンを終えたが、指名打者で先発出場した1試合を除いた142試合に二塁で先発出場し、チームのリーグ優勝に貢献した。CSファイナルステージでは極度の不振に陥り、第4戦まで全て先発起用されるもヒットがなく、第5戦では先発を外れた。しかし、日本シリーズでは復調し、全試合に先発出場しチームの日本一に貢献した。
2017年は開幕を「2番・二塁手」で迎えるも、春先から攻守ともに不振に陥った。4月29日の楽天戦では、松井裕樹から自身4年ぶりとなるサヨナラ打を放った。また、7月6日の西武戦では通算200盗塁を達成した。二塁としてチーム最多の50試合に先発出場するも、若手を積極起用するチームの方針から先発を外れることも多く、指名打者や代打に回ることが多かった。107試合に出場し、打率.252、18打点、11盗塁という成績を残し、1年間一軍に帯同し続けた。オフの契約更改では、前年の年俸2億円から1億2500万円減となる7500万円（金額は推定）の提示を受けながらも、チーム愛を理由に残留を決意した。
2018年は開幕スタメンを外れ、春先から不振に陥ったが、6月27日に那覇で行われたソフトバンク戦では、1点ビハインドの9回に代打出場し森唯斗から同点適時打を放ち、チームのサヨナラ勝利につなげた。8月は月間打率.433を記録するなど、シーズン中盤から本来の調子を取り戻し、最終的に67試合に出場し、打率.295、8打点でシーズンを終えた。また、先発出場した14試合では3割後半の打率を残すなど、少ない出場機会の中で結果を残した。その後「2018年シーズン終了時に8、9割辞める気でいた」と語っていたが、球団からの慰留を受け熟考し「最後の1年間、応援し支えてくれた方々に対して感謝の気持ちを伝えたい」と考えを変え、12月25日の契約更改後の記者会見で2019年シーズンをもって引退することを表明した。
2019年は代打や指名打者としてフルシーズン一軍に帯同し、王柏融など主力の離脱時には3番、5番と中軸を任された。5月29日の千葉ロッテマリーンズ戦（札幌ドーム）では、1点ビハインドの8回裏に酒居知史から代打逆転2点本塁打を放った。9月1日に楽天生命パークで行われたイーグルス戦では、森原康平から日米通算1500安打となる右前適時打を放った。シーズン最終戦となった9月27日のオリックス・バファローズ戦（札幌ドーム）で引退試合が行われ、「2番・指名打者」で先発出場する。現役最終打席となった8回裏に山岡泰輔から右翼フェンス直撃適時打を放つなど4打数2安打1打点と活躍した。9回には自ら志願して二塁守備につき、現役生活を締めくくった。

### 現役引退後
2020年1月1日付で、北海道日本ハムファイターズのスペシャルアドバイザー（SA）に就任。チーム・事業の両分野にわたる新設ポストで、アマチュアを含む野球界全般の視察、地域貢献活動の参加、各種メディアやイベントへの出演を通じたファイターズのブランド価値の向上、エスコンフィールドHOKKAIDO（2023年から本拠地として使用する予定の球場）の開場に向けた選手目線でのアドバイスなどを担う。また、上記の活動の傍ら、NHKの野球解説者も務める。札幌市内に私立小学校開設を計画し、学校法人田中学園を設立。田中学園立命館慶祥小学校を2022年4月に立ち上げた。

## 選手としての特徴

### 打撃
広角に打球を打ち分けることができ、2007年にはリーグ最多記録となる58犠打を記録するなどバント技術やボールをカットする技術にも優れる。選球眼に優れ、8打席に1個近い確率で四球を選び、2009年には105三振を喫した一方でリーグ最多の79四球を記録した。右投手に対しては基準違反統一球が導入されていた2011年から2012年の通算で打率.305を残しているが、左投手に対しては同打率.280とやや弱く、メジャー移籍後の2013年から2014年もAAA級では右投手に対しては打率.323、左投手に対しては打率.230と弱かった。
ミート力に定評があり、シュアな打撃で日米通算では1507安打を放ったが、NPBでは1499安打と大台には一歩届かず「いつもちょっと足りない野球人生」と苦笑いした。

### 走塁
一塁到達3.7秒、三塁到達11.35秒を記録する俊足。全力疾走を怠らない。盗塁面では日本での通算盗塁成功率70%を記録している。

### 守備
日本ハム時代から主に二塁手として活躍。ジャイアンツ時代は天然芝の対応に苦しみ、出場機会増加のため左翼手としても起用された。打者の特徴や配球を考慮したポジショニング能力に優れており、併殺参加数が非常に多い。2000年代を代表する二塁手であり、2006年から5年連続でゴールデングラブ賞を受賞。2010年には得点換算で球界トップクラスの数値を残す。
グローブのはめ方に特徴があり、通常、内野手は人差し指を出して使うことが多いが、守備練習などでは人差し指と中指の2本を出していることもある。

## 人物
自身のイメージカラーがピンクであることから、守備でアウトを奪取した数に応じてマンモグラフィ検診をファンにプレゼントするピンクリボン活動に取り組んでおり、2008年オフにはチャリティーイベントも実施している。
プロ入り間もない頃はやんちゃな性格で森本稀哲、実松一成とともに二軍首脳陣から"3バカ"と呼ばれ、コーチに反抗して火をつけることから"着火マン"などとも称されていた。
ワインが好きで、メジャー移籍前にはダルビッシュ有や建山義紀らと共に「ワイン部」を結成していた。
二児の父であり、自身を「北海道一の育メン」と名乗るなど子供が好きである。
妻は元札幌テレビ放送（STV）アナウンサーの西森千芳。二男あり。妻の古巣であるSTVラジオで2018年4月から『田中賢介のアフタースクール』と題し、自らがパーソナリティを務める番組を開始した。
自分から後輩にアドバイスを送ることは少ないが、有原航平や上沢直之が登板する際はベンチで隣に座りメンタルトレーナーのような役割を果たしていた。また、当時チームメイトで食が細かった岡大海に付き添い食事指導をするなど、後輩思いな一面もある。
現役最終年となった2019年は各球場の最終戦で川島慶三、岡大海、ブランドン・レアード、増井浩俊ら元同僚から敵地にもかかわらず花束がサプライズで贈呈されるなど、後輩や同僚に慕われている。

## 詳細情報

### 年度別打撃成績
| 年 度     | 球 団     | 試 合 | 打 席 | 打 数 | 得 点 | 安 打 | 二 塁 打 | 三 塁 打 | 本 塁 打 | 塁 打 | 打 点 | 盗 塁 | 盗 塁 死 | 犠 打 | 犠 飛 | 四 球 | 敬 遠 | 死 球 | 三 振 | 併 殺 打 | 打 率 | 出 塁 率 | 長 打 率 | O P S |
| --------- | --------- | ----- | ----- | ----- | ----- | ----- | -------- | -------- | -------- | ----- | ----- | ----- | -------- | ----- | ----- | ----- | ----- | ----- | ----- | -------- | ----- | -------- | -------- | ----- |
| 2000      | 日本ハム  | 5     | 5     | 5     | 0     | 1     | 0        | 0        | 0        | 1     | 0     | 0     | 0        | 0     | 0     | 0     | 0     | 0     | 2     | 0        | .200  | .200     | .200     | .400  |
| 2001      | 日本ハム  | 56    | 116   | 99    | 12    | 14    | 1        | 1        | 3        | 26    | 9     | 0     | 2        | 3     | 1     | 13    | 0     | 0     | 28    | 0        | .141  | .239     | .263     | .502  |
| 2002      | 日本ハム  | 60    | 177   | 158   | 18    | 40    | 7        | 4        | 0        | 55    | 10    | 3     | 2        | 9     | 0     | 9     | 0     | 1     | 36    | 2        | .253  | .298     | .348     | .646  |
| 2003      | 日本ハム  | 52    | 114   | 102   | 10    | 22    | 4        | 1        | 1        | 31    | 16    | 1     | 1        | 2     | 2     | 6     | 0     | 2     | 30    | 0        | .216  | .268     | .304     | .572  |
| 2004      | 日本ハム  | 21    | 45    | 40    | 4     | 13    | 3        | 2        | 1        | 23    | 7     | 1     | 0        | 2     | 0     | 2     | 0     | 1     | 7     | 1        | .325  | .372     | .575     | .947  |
| 2005      | 日本ハム  | 22    | 28    | 24    | 2     | 5     | 0        | 0        | 1        | 8     | 2     | 1     | 1        | 0     | 0     | 4     | 0     | 0     | 10    | 0        | .208  | .321     | .333     | .655  |
| 2006      | 日本ハム  | 125   | 450   | 376   | 68    | 113   | 10       | 6        | 7        | 156   | 42    | 21    | 7        | 34    | 4     | 30    | 0     | 6     | 60    | 3        | .301  | .358     | .415     | .773  |
| 2007      | 日本ハム  | 144   | 638   | 526   | 66    | 134   | 24       | 7        | 3        | 181   | 31    | 27    | 14       | 58    | 2     | 43    | 1     | 9     | 107   | 2        | .255  | .321     | .344     | .665  |
| 2008      | 日本ハム  | 144   | 638   | 536   | 89    | 159   | 32       | 9        | 11       | 242   | 63    | 21    | 7        | 26    | 3     | 62    | 2     | 11    | 80    | 4        | .297  | .379     | .451     | .831  |
| 2009      | 日本ハム  | 144   | 680   | 575   | 93    | 163   | 34       | 4        | 3        | 214   | 49    | 31    | 11       | 17    | 4     | 79    | 4     | 5     | 105   | 0        | .283  | .373     | .372     | .745  |
| 2010      | 日本ハム  | 143   | 662   | 576   | 88    | 193   | 24       | 4        | 5        | 240   | 54    | 34    | 10       | 7     | 5     | 72    | 4     | 2     | 66    | 6        | .335  | .408     | .417     | .825  |
| 2011      | 日本ハム  | 49    | 220   | 200   | 25    | 58    | 6        | 1        | 1        | 69    | 10    | 8     | 3        | 2     | 1     | 17    | 0     | 0     | 21    | 1        | .290  | .344     | .345     | .689  |
| 2012      | 日本ハム  | 114   | 505   | 457   | 49    | 137   | 14       | 3        | 3        | 166   | 32    | 13    | 9        | 8     | 3     | 35    | 2     | 2     | 36    | 2        | .300  | .350     | .363     | .713  |
| 2013      | SF        | 15    | 34    | 30    | 4     | 8     | 0        | 0        | 0        | 8     | 2     | 2     | 0        | 0     | 0     | 4     | 0     | 0     | 3     | 0        | .267  | .353     | .267     | .620  |
| 2015      | 日本ハム  | 134   | 596   | 532   | 62    | 151   | 20       | 2        | 4        | 187   | 66    | 9     | 3        | 5     | 1     | 57    | 0     | 1     | 58    | 9        | .284  | .354     | .352     | .705  |
| 2016      | 日本ハム  | 143   | 626   | 541   | 61    | 147   | 14       | 1        | 2        | 169   | 53    | 22    | 8        | 3     | 4     | 69    | 3     | 9     | 56    | 4        | .272  | .361     | .312     | .674  |
| 2017      | 日本ハム  | 107   | 349   | 314   | 22    | 79    | 6        | 1        | 2        | 93    | 18    | 11    | 4        | 0     | 0     | 35    | 1     | 0     | 36    | 4        | .252  | .327     | .296     | .623  |
| 2018      | 日本ハム  | 67    | 124   | 105   | 12    | 31    | 3        | 0        | 0        | 34    | 8     | 0     | 1        | 1     | 0     | 18    | 1     | 0     | 14    | 0        | .295  | .398     | .324     | .722  |
| 2019      | 日本ハム  | 89    | 170   | 153   | 15    | 39    | 6        | 2        | 1        | 52    | 16    | 0     | 0        | 2     | 1     | 14    | 1     | 0     | 17    | 3        | .255  | .315     | .340     | .655  |
| NPB：18年 | NPB：18年 | 1619  | 6143  | 5319  | 696   | 1499  | 208      | 48       | 48       | 1947  | 486   | 203   | 83       | 179   | 31    | 565   | 19    | 49    | 769   | 41       | .282  | .354     | .366     | .720  |
| MLB：1年  | MLB：1年  | 15    | 34    | 30    | 4     | 8     | 0        | 0        | 0        | 8     | 2     | 2     | 0        | 0     | 0     | 4     | 0     | 0     | 3     | 0        | .267  | .353     | .267     | .620  |

- 各年度の太字はリーグ最高

### 年度別守備成績
内野守備
| 年 度 | 球 団    | 二塁  | 二塁  | 二塁  | 二塁  | 二塁  | 二塁     | 三塁  | 三塁  | 三塁  | 三塁  | 三塁  | 三塁     | 遊撃  | 遊撃  | 遊撃  | 遊撃  | 遊撃  | 遊撃     | 一塁  | 一塁  | 一塁  | 一塁  | 一塁  | 一塁     |
| 年 度 | 球 団    | 試 合 | 刺 殺 | 補 殺 | 失 策 | 併 殺 | 守 備 率 | 試 合 | 刺 殺 | 補 殺 | 失 策 | 併 殺 | 守 備 率 | 試 合 | 刺 殺 | 補 殺 | 失 策 | 併 殺 | 守 備 率 | 試 合 | 刺 殺 | 補 殺 | 失 策 | 併 殺 | 守 備 率 |
| ----- | -------- | ----- | ----- | ----- | ----- | ----- | -------- | ----- | ----- | ----- | ----- | ----- | -------- | ----- | ----- | ----- | ----- | ----- | -------- | ----- | ----- | ----- | ----- | ----- | -------- |
| 2000  | 日本ハム | -     | -     | -     | -     | -     | -        | -     | -     | -     | -     | -     | -        | 3     | 1     | 0     | 0     | 0     | 1.000    | -     | -     | -     | -     | -     | -        |
| 2001  | 日本ハム | 5     | 2     | 1     | 0     | 1     | 1.000    | 21    | 12    | 31    | 3     | 5     | .935     | 16    | 11    | 29    | 2     | 7     | .952     | -     | -     | -     | -     | -     | -        |
| 2002  | 日本ハム | 42    | 78    | 92    | 4     | 15    | .977     | -     | -     | -     | -     | -     | -        | 12    | 8     | 21    | 4     | 5     | .879     | -     | -     | -     | -     | -     | -        |
| 2003  | 日本ハム | 42    | 68    | 84    | 2     | 24    | .987     | -     | -     | -     | -     | -     | -        | 4     | 4     | 6     | 2     | 1     | .833     | -     | -     | -     | -     | -     | -        |
| 2004  | 日本ハム | 14    | 14    | 35    | 1     | 7     | .980     | -     | -     | -     | -     | -     | -        | 3     | 1     | 4     | 0     | 2     | 1.000    | -     | -     | -     | -     | -     | -        |
| 2005  | 日本ハム | 2     | 2     | 6     | 0     | 0     | 1.000    | -     | -     | -     | -     | -     | -        | 1     | 0     | 3     | 0     | 1     | 1.000    | -     | -     | -     | -     | -     | -        |
| 2006  | 日本ハム | 114   | 243   | 324   | 11    | 79    | .981     | -     | -     | -     | -     | -     | -        | 1     | 0     | 0     | 0     | 0     | .000     | -     | -     | -     | -     | -     | -        |
| 2007  | 日本ハム | 144   | 309   | 434   | 10    | 97    | .987     | -     | -     | -     | -     | -     | -        | -     | -     | -     | -     | -     | -        | -     | -     | -     | -     | -     | -        |
| 2008  | 日本ハム | 144   | 322   | 455   | 9     | 82    | .989     | -     | -     | -     | -     | -     | -        | -     | -     | -     | -     | -     | -        | -     | -     | -     | -     | -     | -        |
| 2009  | 日本ハム | 144   | 325   | 467   | 9     | 87    | .989     | -     | -     | -     | -     | -     | -        | -     | -     | -     | -     | -     | -        | -     | -     | -     | -     | -     | -        |
| 2010  | 日本ハム | 143   | 343   | 473   | 17    | 122   | .980     | -     | -     | -     | -     | -     | -        | -     | -     | -     | -     | -     | -        | -     | -     | -     | -     | -     | -        |
| 2011  | 日本ハム | 49    | 127   | 150   | 5     | 23    | .982     | -     | -     | -     | -     | -     | -        | -     | -     | -     | -     | -     | -        | -     | -     | -     | -     | -     | -        |
| 2012  | 日本ハム | 114   | 260   | 343   | 11    | 62    | .982     | -     | -     | -     | -     | -     | -        | -     | -     | -     | -     | -     | -        | -     | -     | -     | -     | -     | -        |
| 2015  | 日本ハム | 123   | 269   | 362   | 10    | 69    | .984     | -     | -     | -     | -     | -     | -        | -     | -     | -     | -     | -     | -        | -     | -     | -     | -     | -     | -        |
| 2016  | 日本ハム | 142   | 315   | 476   | 10    | 95    | .988     | -     | -     | -     | -     | -     | -        | -     | -     | -     | -     | -     | -        | -     | -     | -     | -     | -     | -        |
| 2017  | 日本ハム | 65    | 113   | 143   | 5     | 26    | .981     | -     | -     | -     | -     | -     | -        | -     | -     | -     | -     | -     | -        | 7     | 57    | 3     | 1     | 5     | .984     |
| 2018  | 日本ハム | 40    | 33    | 64    | 0     | 11    | 1.000    | -     | -     | -     | -     | -     | -        | -     | -     | -     | -     | -     | -        | 1     | 1     | 0     | 0     | 0     | 1.000    |
| 2019  | 日本ハム | 2     | 1     | 6     | 0     | 1     | 1.000    | -     | -     | -     | -     | -     | -        | -     | -     | -     | -     | -     | -        | 9     | 41    | 2     | 0     | 2     | 1.000    |
| NPB   | NPB      | 1329  | 2893  | 3915  | 104   | 801   | .985     | 21    | 12    | 31    | 3     | 5     | .935     | 40    | 25    | 63    | 8     | 16    | .917     | 17    | 99    | 5     | 1     | 7     | .990     |

外野守備
| 年 度 | 球 団    | 外野  | 外野  | 外野  | 外野  | 外野  | 外野     |
| 年 度 | 球 団    | 試 合 | 刺 殺 | 補 殺 | 失 策 | 併 殺 | 守 備 率 |
| ----- | -------- | ----- | ----- | ----- | ----- | ----- | -------- |
| 2005  | 日本ハム | 3     | 6     | 0     | 0     | 0     | 1.000    |
| 2006  | 日本ハム | 4     | 8     | 0     | 0     | 0     | 1.000    |
| 2013  | SF       | 9     | 6     | 0     | 0     | 0     | 1.000    |
| NPB   | NPB      | 7     | 14    | 0     | 0     | 0     | 1.000    |
| MLB   | MLB      | 9     | 6     | 0     | 0     | 0     | 1.000    |

- 各年度の太字はリーグ最高
- 太字年はゴールデングラブ賞受賞

### 表彰
NPB
- ベストナイン：6回（二塁手部門：2006年、2007年、2009年、2010年、2012年、2015年）
- ゴールデングラブ賞：5回（二塁手部門：2006年 - 2010年）
- 月間MVP：1回（野手部門：2010年6月）
- 月間サヨナラ賞：1回（2012年3・4月）

### 記録
NPB初記録
- 初出場：2000年9月12日、対西武ライオンズ22回戦（東京ドーム）、7回表に遊撃手で出場
- 初安打：2000年9月20日、対大阪近鉄バファローズ26回戦（東京ドーム）、9回裏に門倉健から左前安打
- 初本塁打・初打点：2001年3月24日、対大阪近鉄バファローズ1回戦（東京ドーム）、9回裏に奈良原浩の代打で出場、大塚晶文から右越2ラン
- 初先発出場：2001年3月25日、対大阪近鉄バファローズ2回戦（東京ドーム）、2番・三塁手で先発出場
- 初盗塁：2002年5月4日、対福岡ダイエーホークス7回戦（東京ドーム）、2回裏に二盗（投手：ブレイディー・ラジオ、捕手：城島健司）

NPB節目の記録
- 1000試合出場：2012年5月9日、対千葉ロッテマリーンズ8回戦（QVCマリンフィールド）、3番・二塁手で先発出場 ※史上450人目
- 1000安打：2012年6月27日、対東北楽天ゴールデンイーグルス8回戦（東京ドーム）、6回裏に美馬学から右前安打 ※史上268人目
- 200盗塁：2017年7月6日、対埼玉西武ライオンズ13回戦（札幌ドーム）、2回裏に二盗（投手：スティーブン・ファイフ、捕手：炭谷銀仁朗）※史上74人目
- 1500試合出場：2018年7月24日、対東北楽天ゴールデンイーグルス12回戦（楽天生命パーク宮城）、8回表に渡邉諒の代打で出場 ※史上192人目

NPBその他の記録
- 開幕戦代打本塁打：上記「初記録」の「初本塁打」の項目を参照 ※史上15人目（パ・リーグ史上9人目：同記録での初本塁打は史上3人目）
- 連続打席無併殺打：862打席（729打数） ※ パ・リーグ歴代2位（何れも1961 - 1962年の毒島章一の900打席・795打数に次ぐ記録）
  - 2008年8月27日の対千葉ロッテマリーンズ21回戦に第4打席で高木晃次から併殺打を記録した以後、2010年4月6日の対東北楽天ゴールデンイーグルス1回戦に第3打席で永井怜から併殺打を記録するまで
- 規定打席以上で併殺打0：2009年 ※史上11人目（2000年の清水隆行以来、 パ・リーグ史上5人目：日本ハムの選手では初）
  - シーズン全試合出場者による同記録達成者は史上2人目、パ・リーグ選手初（1969年の藤田平以来）
- シーズン犠打58：2007年 ※パ・リーグ史上最多（歴代記録は1990年の川相昌弘と並び5位）
- シーズン打席680：2009年 ※パ・リーグ史上2位（歴代記録は2006年の青木宣親と並び4位）
- 日本シリーズ最多犠打（6犠打）：2006年（2012年現在） ※史上3人目（5試合制ではシリーズ最多、6試合以上の場合も含めると最多タイ）
- オールスターゲーム出場：3回（2008年、2010年、2012年）

### 背番号
- 3（2000年 - 2012年、2015年 - 2019年）
- 37（2013年）

### 登場曲
- 「We Belong Together（Remix）」Mariah Carey（2006年）
- 「Dilemma feat. Kelly Rowland」Nelly（2006年、2008年）
- 「Kung Fu Fighting」Bus Stop（2007年）
- 「FUNKY TOWN」安室奈美恵（2007年）
- 「Where The Hood At」DMX（2009年 - 2012年、2015年 - 2017年）
- 「Same Ol’」The Heavy（2018年）
- 「So What」P!nk（2019年）